# Conway Twitty's Honky Tonk Angel
Conway Twitty's Honky Tonk Angel es el vigésimo noveno álbum de estudio del cantautor estadounidense Conway Twitty. Fue publicado en marzo de 1974 a través de MCA Records.

## Recepción de la crítica
Un escritor no especificado de la revista Cash Box escribió: “Este nuevo paquete musical presenta la rica voz de Conway que nunca ha sonado mejor y una excelente selección de material”. Un escritor no especificado de la revista Billboard describió el álbum como “Conway en su mejor momento–cantando canciones country puras como sólo él puede hacerlo”.

## Lista de canciones
| Lado uno |                                                       |                              |          |  |
| N.º      | Título                                                | Escritor(es)                 | Duración |  |
| 1.       | «There's a Honky Tonk Angel (Who'll Take Me Back In)» | Troy Seals Denny Rice        | 2:56     |  |
| 2.       | «Pop a Top»                                           | Nat Stuckey                  | 2:10     |  |
| 3.       | «Somewhere Just Out of Her Mind»                      | L. E. White                  | 2:13     |  |
| 4.       | «Making Plans»                                        | Johnny Russell Voni Morrison | 2:59     |  |
| 5.       | «Don't Let It Go to Your Heart»                       | Conway Twitty Joe E. Lewis   | 2:41     |  |
| 6.       | «A Bad Seed My Daddy Sowed»                           | Peggy Forman                 | 3:15     |  |

| Lado dos |                               |                      |          |  |
| N.º      | Título                        | Escritor(es)         | Duración |  |
| 1.       | «Before Your Time»            | Twitty Tommy Markman | 2:37     |  |
| 2.       | «Love Is the Foundation»      | William C. Hall      | 2:51     |  |
| 3.       | «Pick Me Up on Your Way Down» | Harlan Howard        | 2:40     |  |
| 4.       | «Amazing Love»                | John Schweers        | 3:00     |  |
| 5.       | «A Simple Country Girl»       | White                | 2:57     |  |

## Posicionamiento

### Gráfica semanal
| Gráfica (1974)                                    | Pico de posición |
| ------------------------------------------------- | ---------------- |
| Estados Unidos (Billboard Hot Country LPs)        | 1                |
| Estados Unidos (Cash Box Top Country LPs)         | 1                |
| Estados Unidos (Record World Country Album Chart) | 1                |

### Gráfica de fin de año
| Gráfica (1974)                             | Pico de posición |
| ------------------------------------------ | ---------------- |
| Estados Unidos (Billboard Hot Country LPs) | 29               |
| Estados Unidos (Cash Box Top Country LPs)  | 17               |